# الكورتيكوستيرون
الكورتيكوستيرون  المعروف أيضًا باسم 11-ديوكسي كورتيزول، هو هرمون ستيرويد يحتوي على 21 كربون من نوع الكورتيكوستيرويد في قشرة الغدة الكظرية.

## الأهمية
ذو أهمية ثانوية عند الإنسان، إلا في حالة نادرة جدًا من تضخم الغدة الكظرية الخلقي الناتج عن نقص 17 ألفا هيدروكسيلاز.

## انظر ايضاً
- كورتيزول